# Leave Her to Heaven
Leave Her to Heaven is een Amerikaanse film noir uit 1945 onder regie van John M. Stahl. Het scenario is gebaseerd op de gelijknamige roman uit 1944 van de Amerikaanse auteur Ben Ames Williams. Destijds werd de film in Nederland uitgebracht onder de titel Giftige lippen.

## Verhaal
De romanschrijver Richard Harland maakt in een trein kennis met Ellen Berent, een aantrekkelijke vrouw van rijke komaf. Tot zijn eigen verbazing zet Ellen al vlug haar verloofde aan de kant om zo gauw mogelijk met Richard te kunnen trouwen. Hoewel ze ontzettend veel van Richard houdt, beschouwt ze iedere vrouw als een concurrente. Ze is zelfs jaloers op haar adoptiezus Ruth. Wanneer enkele naasten van Richard tragische zaken overkomen, vermoedt hij dat Ellen erachter zit.

## Rolverdeling
| Acteur         | Personage            |
| -------------- | -------------------- |
| Gene Tierney   | Ellen Berent Harland |
| Cornel Wilde   | Richard Harland      |
| Jeanne Crain   | Ruth Berent          |
| Vincent Price  | Russell Quinton      |
| Mary Philips   | Mevrouw Berent       |
| Ray Collins    | Glen Robie           |
| Gene Lockhart  | Dokter Saunders      |
| Reed Hadley    | Dokter Mason         |
| Darryl Hickman | Danny Harland        |
| Chill Wills    | Leick Thome          |

## Prijzen en nominaties
| Jaar | Prijs  | Categorie                  | Genomineerde(n)                                | Uitslag     |
| ---- | ------ | -------------------------- | ---------------------------------------------- | ----------- |
| 1945 | Oscars | Beste vrouwelijke hoofdrol | Gene Tierney                                   | Genomineerd |
| 1945 | Oscars | Beste camerawerk           | Leon Shamroy                                   | Gewonnen    |
| 1945 | Oscars | Beste productieontwerp     | Lyle R. Wheeler Maurice Ransford Thomas Little | Genomineerd |
| 1945 | Oscars | Beste geluid               | Thomas T. Moulton                              | Genomineerd |